# Schizocaena molucana
Schizocaena molucana là một loài thực vật có mạch trong họ Cyatheaceae. Loài này được (Desv.) Copel. miêu tả khoa học đầu tiên năm 1947.